# Marinčki
Marinčki so naselje v Občini Velike Lašče.